# Coupe de Luxembourg 2011-2012
La Coppa di Lussemburgo 2011-2012 è la 90ª edizione del torneo. La competizione è iniziata il 28 agosto 2011 ed è terminata il 26 maggio 2012. Il F91 Dudelange ha vinto la coppa per la quinta volta.

## Terzo turno
Le partite si sono giocate tra il 7 e il 9 ottobre 2011.
| Squadra 1                  | Risultato         | Squadra 2             |
| -------------------------- | ----------------- | --------------------- |
| Union Mertert Wasserbillig | 5 – 4             | Sporting Mertzig      |
| The Belval Belvaux         | 3 – 2             | Schifflange 95        |
| Les Ardoisiers Perlé       | 2 – 6             | Daring Echternach     |
| Alliance Äischdall         | 3 – 0             | Feulen                |
| Marisca Miersch            | 3 – 0             | Jeunesse Gilsdorf     |
| Lorentzweiler              | 0 – 4             | Clemency              |
| Sporting Bertrange         | 5 – 3             | Union Remich/Bous     |
| Luna Obercorn              | 2 – 0             | Préizerdaul-Réiden    |
| Jeunesse Junglinster       | 2 – 0             | Orania Vianden        |
| Sanem                      | 2 – 1             | Résidence Walferdange |
| Blo-Wäiss Izeg             | 3 – 1             | Bastendorf            |
| Sandweiler                 | 2 – 0             | US Esch               |
| Cebra 01                   | 1 – 0             | Steinfort             |
| Munsbach                   | 4 – 0             | Berdorf-Consdorf      |
| Avenir Beggen              | 1 – 2             | Atert Bissen          |
| Yellow Boys                | 1 – 0             | Jeunesse Schieren     |
| Racing Troisvierges        | 3 – 0             | Minière Lasauvage     |
| Kehlen                     | 2 – 3             | Ell                   |
| Rodange 91                 | 2 – 2 (4 – 1 dtr) | Titus Lamadelaine     |
| Berdenia Berbourg          | 2 – 1             | Luxembourg-Porto      |
| Jeunesse Biwer             | 1 – 2             | Minerva Lintgen       |
| Flaxweiler-Beyren          | 1 – 0             | Green Boys            |

## Quarto turno
Le partite si sono giocate tra il 28 ottobre e il 9 novembre 2011.
| Squadra 1             | Risultato         | Squadra 2                  |
| --------------------- | ----------------- | -------------------------- |
| Yellow Boys           | 2 – 4             | Wiltz 71                   |
| Alliance Äischdall    | 2 – 4 (dts)       | The Belval Belvaux         |
| Jeunesse Canach       | 2 – 2 (6 – 7 dtr) | UNA Strassen               |
| Daring Echternach     | 0 – 3             | Etzella Ettelbruck         |
| Mondorf               | 2 – 1             | Atert Bissen               |
| Mamer 32              | 2 – 1             | Marisca Miersch            |
| Norden 02             | 2 – 3             | Luna Obercorn              |
| Blo-Wäiss Izeg        | 2 – 3             | Oberkorn                   |
| Koeppchen Wormeldange | 3 – 3 (2 – 4 dtr) | Rodange 91                 |
| Minerva Lintgen       | 5 – 1             | Sanem                      |
| Muhlenbach            | 1 – 3             | Sandweiler                 |
| Flaxweiler-Beyren     | 4 – 2             | Cebra 01                   |
| Sporting Bertrange    | 1 – 0             | Berdenia Berbourg          |
| Clemency              | 2 – 0             | Ell                        |
| Erpeldange 72         | 2 – 2 (6 – 7 dtr) | Victoria Rosport           |
| Mondercange           | 0 – 1             | Jeunesse Junglinster       |
| Munsbach              | 1 – 2             | Young Boys Diekirch        |
| Racing Troisvierges   | 1 – 4             | Union Mertert Wasserbillig |

## Sedicesimi di finale
Le partite si sono giocate il 26 e il 27 novembre 2011.
| Squadra 1                  | Risultato | Squadra 2             |
| -------------------------- | --------- | --------------------- |
| Minerva Lintgen            | 1 – 4     | F91 Dudelange         |
| Sandweiler                 | 1 – 4     | Jeunesse Esch         |
| Rodange 91                 | 0 – 8     | RU Luxembourg         |
| Flaxweiler-Beyren          | 3 – 4     | Swift Hesperange      |
| Victoria Rosport           | 0 – 6     | Differdange 03        |
| Mondorf                    | 2 – 1     | Rumelange             |
| UNA Strassen               | 1 – 5     | Pétange               |
| Union Mertert Wasserbillig | 1 – 3     | Union 05 Kayl-Tétange |
| Clemency                   | 2 – 1     | Progrès Niedercorn    |
| Mamer 32                   | 1 – 2     | Käerjeng 97           |
| Jeunesse Junglinster       | 2 – 4     | Hostert               |
| Young Boys Diekirch        | 0 – 2     | Fola Esch             |
| Sporting Bertrange         | 1 – 2     | R.M. Hamm Benfica     |
| Wiltz 71                   | 1 – 4     | Grevenmacher          |
| Etzella Ettelbruck         | 2 – 0     | The Belval Belvaux    |
| Oberkorn                   | 1 – 0     | Luna Obercorn         |

## Ottavi di finale
Le partite si sono giocate l'11 aprile 2012.
| Squadra 1          | Risultato         | Squadra 2             |
| ------------------ | ----------------- | --------------------- |
| Mondorf            | 3 – 3 (3 – 2 dtr) | Pétange               |
| Käerjeng 97        | 0 – 2             | Union 05 Kayl-Tétange |
| RU Luxembourg      | 2 – 3             | Grevenmacher          |
| F91 Dudelange      | 5 – 1             | R.M. Hamm Benfica     |
| Etzella Ettelbruck | 2 – 1             | Swift Hesperange      |
| Oberkorn           | 0 – 2             | Differdange 03        |
| Clemency           | 0 – 3             | Fola Esch             |
| Jeunesse Esch      | 4 – 0             | Hostert               |

## Quarti di finale
Le partite si sono giocate il 2 maggio 2012.
| Squadra 1      | Risultato         | Squadra 2             |
| -------------- | ----------------- | --------------------- |
| F91 Dudelange  | 4 – 2             | Union 05 Kayl-Tétange |
| Jeunesse Esch  | 2 – 2 (3 – 0 dtr) | Etzella Ettelbruck    |
| Fola Esch      | 3 – 0             | Mondorf               |
| Differdange 03 | 2 – 1             | Grevenmacher          |

## Semifinali
Le partite si sono giocate il 18 e il 20 maggio 2012.
| Squadra 1      | Risultato         | Squadra 2     |
| -------------- | ----------------- | ------------- |
| Differdange 03 | 1 – 2             | Jeunesse Esch |
| F91 Dudelange  | 1 – 1 (5 - 4 dtr) | Fola Esch     |

## Finale
| Arbitro: | M. Holtgen |

|                       |           |                                              |
| Gomez 2’ Benajiba 65’ | Marcatori | 32’ 105’ Joachim 50’ Benzouien 120’ Abdullei |